# Miguel Ángel González Lázaro
Miguel González Lázaro (Valencia, 17 de septiembre de 1938-4 de julio de 2022), fue un baloncestista español. 

## Trayectoria
Se inicia en el mundo del baloncesto con 16 años en un modesto equipo de su Valencia natal, el Dimar. Juega en el Aismalíbar Montcada entrenado por Eduardo Kucharski hasta la temporada 1960-1961, en la que ficha por el Lorient francés, de regreso a España hace una carrera por multitud de equipos, sin echar raíces en ninguno de ellos:  Picadero Jockey Club (1), FC Barcelona (1), Real Madrid (2), Joventut de Badalona (1), otra vez en el FC Barcelona (2), después jugaría en equipos de un nivel más bajo, debido a que compatibilizaba el baloncesto con su actividad profesional de técnico de turismo, Mataró (2), Bàsquet Manresa (2) Real Club Deportivo Español (1)., retirándose con 36 años.

## Internacionalidades
Fue internacional con España en 68 ocasiones, participando en los siguientes eventos:
- Juegos Olímpicos 1960: 14 posición.
- Eurobasket 1963: 7 posición.
- Eurobasket 1965: 11 posición.